# Polinômio de Hurwitz
Um polinômio de Hurwitz (ver Adolf Hurwitz) é um polinômio, cujos coeficientes são números reais positivos, cujos zeros são localizados no semi-plano esquerdo dos números complexos, isto é, a parte real de todas as raízes é negativa.

## Exemplos
Um exemplo simples de um polinômio de Hurwitz é:
{\displaystyle x^{2}+2x+1.}
A única solução é  −1, e portanto podemos fatorar o polinômio na forma:
{\displaystyle (x+1)^{2}.}

## Propriedades
Para um polinômio ser Hurwitz, é necessário mas não suficiente que todos os seus coeficientes sejam positivos. Para que todas as raizes de um polinômio estejam no semi-plano esquerdo, é necessário e suficiente que o polinômio em questão satisfação o critério de estabilidade de Routh-Hurwitz. Pode-se testar se um polinômio é Hurwitz ou não utilizando a técnica da expansão em frações contínuas.